# Uruguay en los Juegos Paralímpicos de Pekín 2008
Uruguay estuvo representado en los Juegos Paralímpicos de Pekín 2008 por dos deportistas masculinos. El equipo paralímpico uruguayo no obtuvo ninguna medalla en estos Juegos.